# Katedra Najświętszego Serca Jezusa w Richmond
Katedra Najświętszego Serca Jezusa w Richmond – katedra rzymskokatolickiej diecezji Richmond. Znajduje się przy North Laurel Street w pobliżu Monroe Park. Zbudowana w latach 1903–1905. 
Uroczystość poświęcenia kościoła miała miejsce w Święto Dziękczynienia 29 listopada 1906 roku. Katedra została wpisana do amerykańskiego National Register of Historic Places.